# Valsella salicis
Valsella salicis är en svampart som beskrevs av Fuckel 1870. Valsella salicis ingår i släktet Valsella och familjen Valsaceae.   Inga underarter finns listade i Catalogue of Life.
I den svenska databasen Dyntaxa används istället namnet Valsa salicis för samma taxon.  Arten är reproducerande i Sverige.